# Gayella valparadisaea
Gayella valparadisaea (Molina) Pierre, detta comunemente lúcumo cileno o palo colorado, è un albero da frutta della famiglia delle Sapotaceae, originario del Cile. È l'unica specie nota del genere Gayella.

## Descrizione
Si sviluppa in forma arbustiva, sino a circa 2 metri di altezza.
La chioma è densa e di forma sferica; le foglie sono perenni e si concentrano all'apice dei rami giovani, leggermente pelose, e sono di forma ellittica, con la base allargata, piccole e di colore verde intenso.
I fiori sono singoli, piccoli, di colore giallo e bianco.
Il frutto, chiamato localmente lucuma, è una piccola drupa carnosa, commestibile, di colore da rosso a giallo arancio, con due a tre semi per frutto, uniti da una piccola lamina. La polpa è secca e amidacea, con un sapore dolce per quanto leggermente astringente.

## Distribuzione e habitat
Gayella valparadisaea popola le aree costiere del Cile centrale tra la regione di Coquimbo e la regione di Valparaíso.
Attualmente sopravvivono solo tre aree di crescita: la prima, una piccola popolazione di pochi esemplari nel litorale di Puerto Oscuro, una seconda popolazione si incontra tra Los Molles e il sud di Los Vilos dove cresce in forma continua essendo l'elemento dominante del paesaggio, (largo di 35 km circa, al límite della Regione di Valparaiso e la Regione di Coquimbo), e una terza area da Punta del Gallo in Tunquén  (nord di Algarrobo), fino alla caduta di Los Lúcumos nei precipizi di Playa Ancha, zona urbana di Valparaíso  (40 km di bordo costiero circa).
Nel passato questa specie formava boschi puri. Attualmente l'unico bosco conosciuto di grandi alberi si trova ai piedi del cerro Santa Inés con individui di 60 cm di diametro e da 15 a 20 m di altezza.

## Conservazione
La Lista rossa IUCN classifica Gayella valparadisaea come specie in pericolo di estinzione (Endangered).

## Usi
Dal fusto si ricava un legno di colore scuro e rossiccio, molto resistente.